# Nico Schulz
Nico Schulz, född 1 april 1993 i Berlin, är en tysk fotbollsspelare som spelar för Borussia Dortmund. Han representerar även det tyska landslaget.